# Alfredo Ellis Júnior

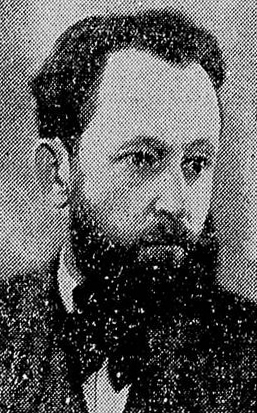
Alfredo Elis Junior

Alfredo Ellis Júnior (* 6. Juni 1896 in São Carlos, SP; † 13. Juni 1974 in São Paulo) war ein brasilianischer Historiker, Soziologe und Essayist.

## Leben
Ellis Júnior war das fünfte von sechs Kindern des Arztes und Kaffeepflanzers Alfredo Élis (auch: Ellis, * 19. März 1850, † 30. Juni 1925), Senator des Staates São Paulo von 1903 bis 1925, und dessen Ehefrau Sebastiana Eudóxia da Cunha Bueno (* 28. Februar 1859, † 20. März 1929).
Er studierte Rechtswissenschaft an der Universität von São Paulo (USP) und wurde Staatsanwalt. Von 1925 bis 1930 und von 1934 bis 1937 war er Abgeordneter in der Gesetzgebenden Versammlung des Bundesstaates São Paulo. 1939 wurde er Professor für „Geschichte der Brasilianischen Zivilisation“ an der Philosophischen Fakultät der USP (Faculdade de Filosofia, Ciências e Letras da Universidade de São Paulo), deren Direktor er von 1939 bis 1941 war. Als Historiker befasste er sich besonders mit der Geschichte von São Paulo.
Zu seinen Ehrungen gehörte die ordentliche Mitgliedschaft in der Academia Paulista de Letras, in der er den Sitz 18 innehatte.
Ellis Júnior war mit Hilda Backheuser verheiratet, mit der eine Tochter, Miriam Ellis (* 1922), später ebenfalls Professorin für Brasilianische Geschichte an der Universität von São Paulo, hatte.

## Schriften (Auswahl)
- Raça de gigantes (1926)
- Populações paulistas (1934)
- Capítulos da história social de São Paulo (1944)
- Meio século de bandeirismo (1946)
- O café e a paulistânia (1950)